# 间褶拟蚶
是魁蛤目魁蛤科Arcopsis属的一种。主要分布于中国大陆、台湾，常栖息在潮下带至100米。